# Solaris Urbino 15
Solaris Urbino 15 est un modèle d'autobus en version autobus standard de 15 m de long à plancher bas lancée en 1999 par Solaris Bus & Coach.

## Histoire
La première génération du Solaris Urbino 15 a été produite à partir de la seconde moitié de 1999. À partir de la mi-2002, la deuxième génération des modèles a été produite. Depuis 2005, les modèles de troisième génération sont en cours de construction. Ils sont produits en trois versions de systèmes de propulsion : diesel (conforme à Euro 4 et Euro 5 ou EEV), électrique comme Solaris Trollino 15 et CNG à essence (à partir du printemps 2005). C'est l'un des rares autobus avec une longueur de 15 mètres produite en Europe et dans le monde. C'est très populaire en République tchèque et dans le marché slovaque. Dans les premières années de production, les bus se sont très bien vendus en Lettonie et en Pologne.

## Caractéristique

### Moteur
Initialement, le modèle a utilisé les moteurs MAN D0836LOH02, avec une puissance maximale de 191 kW (260 ch) et 206 kW (280 CV). Actuellement, le bus est équipé d'une unité d'entraînement DAF PR228 standard avec une puissance maximale de 228 kW, avec une boîte de vitesses Voith Diwa.5 et un système de chauffage supplémentaire Webasto. Les réservoirs de liquide peuvent accueillir jusqu'à 250 litres de diesel (350 litres optionnels) et 40 litres d'AdBlue. Sur demande, il est possible de choisir le moteur DAF PR265 (265 kW), Cummins ISLe4 320 ou 340 et le ZF 6HP Ecomat 4

### Châssis
- Essieu avant : ZF RL 85 / A (essieu rigide)
- Essieu moteur : AV 132
- Axe de dérivation : ZF RL 85A / N
- ZF Steering Servocom 8098
- Dual-EBS
- Abdos
- ASR
- Frein à main (stationnement) avec fonction de déverrouillage manuel
- Boîte de vitesses du ralentisseur
- Vannes pneumatiques à suspension nivelée (levage 60 mm, agenouillée à 70 mm).

### Climatisation
- 2 ventilateurs pour souffler et extraire
- 2 (3 en l'absence de climatisation), toit ouvrant électrique
- Convecteurs et trois ventilateurs à deux étages.

### Traductions
- (pl) Cet article est partiellement ou en totalité issu de l’article de Wikipédia en polonais intitulé « Solaris Urbino 15 » (voir la liste des auteurs).